# Manhattan Melodrama
Manhattan Melodrama is een Amerikaanse misdaadfilm uit 1934 onder regie van W.S. Van Dyke. Destijds werd de film in Nederland uitgebracht onder de titel De nacht der terechtstelling.

## Verhaal
De jeugdmakkers Blackie en Jim worden allebei wezen, als hun ouders schipbreuk lijden. Als volwassenen scheiden hun wegen zich. Jim wordt officier van justitie en Blackie leidt een casino. Wanneer Blackie terechtkomt in het misdaadmilieu, smeekt zijn minnares Eleanor hem tevergeefs om op het rechte pad te blijven.

## Rolverdeling
| Acteur            | Personage                  |
| ----------------- | -------------------------- |
| Clark Gable       | Blackie Gallagher          |
| William Powell    | Jim Wade                   |
| Myrna Loy         | Eleanor                    |
| Leo Carrillo      | Pastoor Joe                |
| Nat Pendleton     | Spud                       |
| George Sidney     | Pappa Rosen                |
| Isabel Jewell     | Annabelle                  |
| Muriel Evans      | Tootsie Malone             |
| Thomas E. Jackson | Richard Snow               |
| Isabelle Keith    | Juffrouw Adams             |
| Frank Conroy      | Advocaat                   |
| Noel Madison      | Manny Arnold               |
| Jimmy Butler      | Jim (als kind)             |
| Mickey Rooney     | Blackie (als kind)         |
| Shirley Ross      | Zangeres in de Cotton Club |